# Gerhard Schmidhuber
Gerhard Schmidhuber, född 9 april 1894 i Dresden, Kungariket Sachsen, Kejsardömet Tyskland, död 11 februari 1945 i Budapest, var en tysk generalmajor. 

## Biografi
Schmidhuber tjänstgjorde som officer vid Wehrmachts 13:e pansardivision under andra världskriget. När tyska trupper ockuperade Ungern i mars 1944, ledde han de tyska militära grupperna i landet. I oktober 1944 befordrades han till generalmajor. Han hade under denna tid nära kontakt med den svenske diplomaten Raoul Wallenberg, vilken gjort sig känd för eftervärlden för att ha räddat tusentals judar från att deporteras till Auschwitz. Enligt flera källor var det Schmidhuber som gav order till SS och de ungerska pilkorsarna att de under inga omständigheter fick genomföra det anfall mot ghettot i Pest som troligen planerades, precis innan sovjetarmén hann fram. Schmidhuber stupade i slaget om Budapest.

## Militära utmärkelser
- Riddarkorset av Järnkorset med eklöv
  - Riddarkorset – 18 oktober 1943
  - Eklöv – 21 januari 1945
- Tyska korset i guld – 5 februari 1942
- Anerkennungsurkunde des Oberbefehlshabers des Heeres für hervorragende Leistungen auf dem Schlachtfeld – 10 oktober 1941
- Järnkorset av andra klassen – 9 maj 1915
- Järnkorset av första klassen – 7 december 1917
- Tilläggsspänne till Järnkorset av andra klassen – 29 september 1939
- Tilläggsspänne till Järnkorset av första klassen – 24 juni 1940
- Närstridsspännet i brons – 2 november 1943
- Såradmärket i silver – 7 april 1942
- Östfrontsmedaljen – 1942
- Pansarstridsmärket i brons – 10 december 1941
- Ärekorset – omkring 1934
- Wehrmachts tjänsteutmärkelser
- Omnämnande i Wehrmachtbericht den 20 december 1944